# One Day (SPYAIRの曲)
「One Day」（ワン・デイ）は、日本のロックバンド・SPYAIRの楽曲。同バンドの23枚目のCDシングルとして、2020年11月11日にSony Music Associated Recordsからリリース。

## 解説
前作「INSIDE OF ME」から約4ヶ月ぶり、CDシングルとしては「I Wanna Be...」より約2年3ヶ月ぶり。TVアニメ『ハイキュー!!』とは「アイム・ア・ビリーバー」以来約5年ぶり3度目のタイアップとなる。
「One Day」は、SPYAIRの楽曲で作詞を手掛けるMOMIKEN(Bass)による初の作曲作品。今作はDVD付きの期間限定生産で、カップリングには同アニメの歴代OPテーマである「イマジネーション」及び「アイム・ア・ビリーバー」、DVDには収録曲3曲がテーマソングとなった各クールの『ハイキュー!!』オープニングおよびエンディングのノンクレジット映像が収められる。ジャケットは『ハイキュー!!』描き下ろしイラストを用いた特大デジパック仕様。
先行配信は「One Day」に加えMOMIKENとKENTAによる配信限定インスト楽曲「ULTRA」を加えたデジタルシングルとなっている。
新ボーカル・YOSUKEによる再レコーディング・バージョン「One Day - New Version -」がEP『オレンジ』のカップリング曲として収録された。

## 収録曲

### Disc 1 CD
1. One Day
  - テレビアニメ「ハイキュー!! TO THE TOP」エンディングテーマ
2. アイム・ア・ビリーバー
  - テレビアニメ「ハイキュー!! セカンドシーズン」オープニングテーマ
3. イマジネーション
  - テレビアニメ「ハイキュー!!」オープニングテーマ
4. One Day (Anime Size)
5. One Day (Instrumental)

### Disc 2 DVD
【TVアニメ「ハイキュー!!」non-credit movie】
1. イマジネーション -1st season opening-
2. アイム・ア・ビリーバー -2nd season opening-
3. One Day -TO THE TOP 2nd ending-